# Anastassia Vóinova
Anastassia Serguéievna Vóinova (en rus Анастасия Сергеевна Войнова) (Moscou, 5 de febrer de 1993) és una ciclista russa especialista en el ciclisme en pista. Després de tenir nombrosos èxits en categoria júnior, ja ha aconseguit nombroses medalles en el Campionat del món i d'Europa. També ha aconseguit una medalla de plata als Jocs Olímpics de Rio de Janeiro de 2016 i una de bronze a Tòquio 2020.

## Palmarès
- 2010
  -  Campió del món júnior en Velocitat per equips (amb Iekaterina Gnidenko)
  -  Campiona d'Europa júnior en Keirin
  -  Campiona d'Europa júnior en Velocitat per equips (amb Iekaterina Gnidenko)
- 2011
  -  Campiona del món júnior en 500 metres contrarellotge
  -  Campiona del món júnior en Keirin
  -  Campiona del món júnior en Velocitat
  -  Campió del món júnior en Velocitat per equips (amb Dària Xmeliova)
  -  Campiona d'Europa júnior en Velocitat
  -  Campiona d'Europa júnior en 500 metres contrarellotge
  -  Campiona d'Europa júnior en Keirin
  -  Campiona d'Europa júnior en Velocitat per equips (amb Tamara Balabolina)
  -  Campiona de Rússia en Velocitat per equips
- 2012
  -  Campiona d'Europa sub-23 en 500 metres contrarellotge
  -  Campiona d'Europa sub-23 en Velocitat per equips (amb Victoria Baranova)
- 2013
  -  Campiona d'Europa sub-23 en Velocitat
  -  Campiona de Rússia en Velocitat
  -  Campiona de Rússia en 500 metres contrarellotge
- 2014
  -  Campiona d'Europa en 500 metres
  -  Campiona d'Europa en Velocitat individual
  -  Campiona d'Europa en Velocitat per equips (amb Elena Brejniva)
  -  Campiona d'Europa sub-23 en Velocitat
  -  Campiona d'Europa sub-23 en 500 metres contrarellotge
  -  Campiona d'Europa sub-23 en Velocitat per equips (amb Dària Xmeliova)
- 2015
  -  Campiona del Món en 500 metres
  -  Campiona d'Europa en 500 metres
  -  Campiona d'Europa en Velocitat per equips (amb Dària Xmeliova)
  -  Campiona d'Europa sub-23 en Velocitat
  -  Campiona d'Europa sub-23 en 500 metres contrarellotge
  -  Campiona d'Europa sub-23 en Velocitat per equips (amb Dària Xmeliova)
- 2016
  -  Medalla de plata als Jocs Olímpics de Rio de Janeiro en Velocitat per equips (amb Dària Xmeliova)
  -  Campiona del Món en 500 metres
  -  Campiona del món en Velocitat per equips (amb Dària Xmeliova)
  -  Campiona d'Europa en Velocitat per equips (amb Dària Xmeliova)
- 2017
  -  Campiona del món en Velocitat per equips (amb Dària Xmeliova)
  -  Campiona d'Europa en Velocitat per equips (amb Dària Xmeliova)
- 2018
  -  Campiona d'Europa en Velocitat per equips (amb Dària Xmeliova)
  -  Campiona de Rússia en Velocitat
  -  Campiona de Rússia en Velocitat per equips
- 2019
  -  Campiona d'Europa en Velocitat per equips
  -  Campiona d'Europa en Velocitat
  -  Campiona d'Europa en 500 metres
  -  Campiona de Rússia en Velocitat
  -  Campiona de Rússia en Velocitat per equips
- 2020
  - Medalla de bronze als Jocs Olímpics de Tòquio en Velocitat per equips
  -  Campiona d'Europa en Velocitat per equips
  -  Campiona d'Europa en Velocitat
  -  Campiona de Rússia en Velocitat per equips
  -  Campiona de Rússia en keirin
- 2022
  -  Campiona de Rússia en Velocitat per equips

### Resultats a laCopa del Món
- 2011-2012
  - 1a a la Classificació general en 500 metres contrarellotge
- 2013-2014
  - 1a a Guadalajara, en 500 metres contrarellotge
- 2014-2015
  - 1a a Guadalajara, en Velocitat
- 2015-2016
  - 1a a Hong Kong, en Velocitat per equips
- 2016-2017
  - 1a a Los Angeles, en Velocitat per equips